# Wulfhagestraat 18

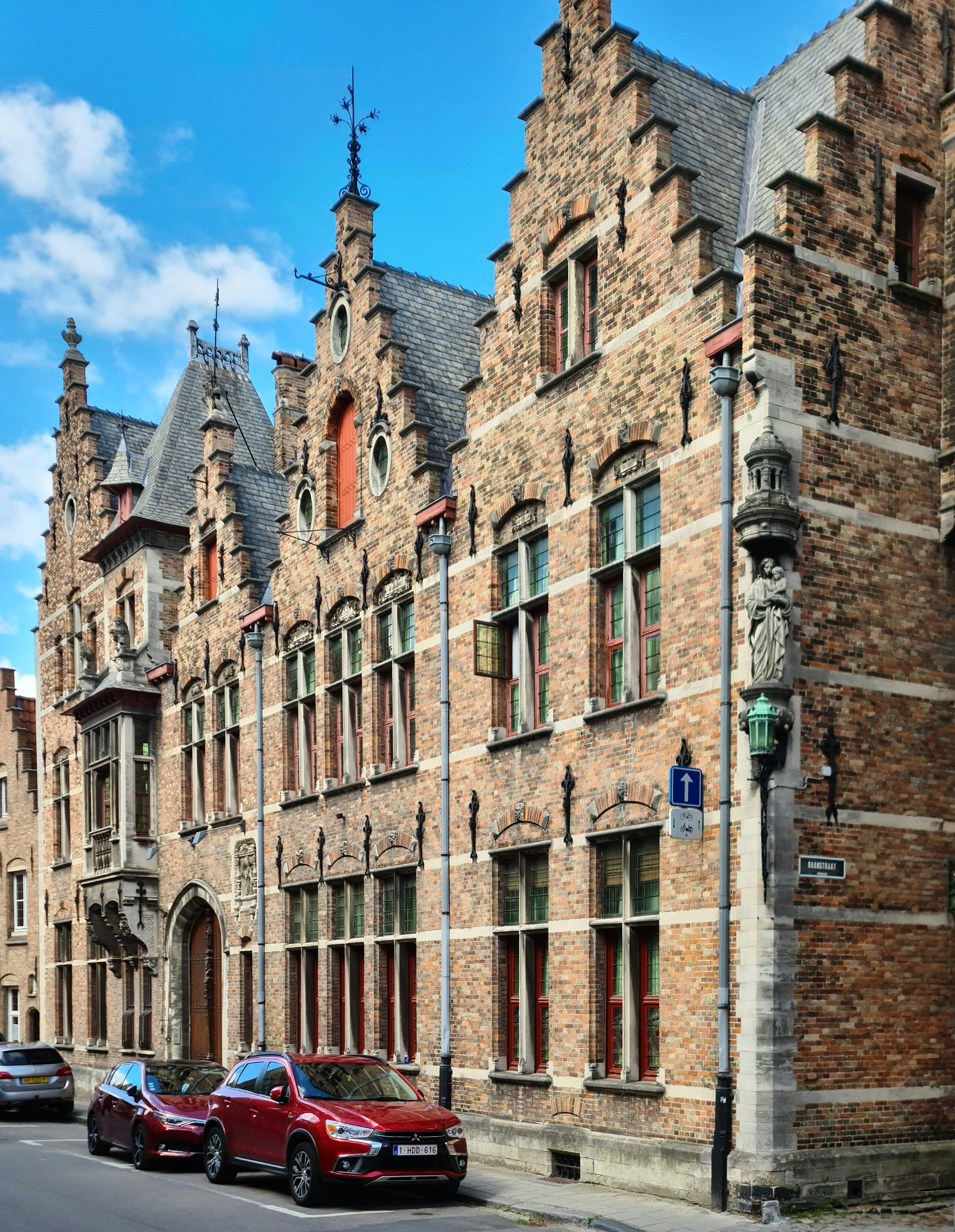
Das Herrenhaus Wulfhagestraat 18 in Brügge

Fassadenteil der Nordhälfte des Gebäudes

Das Gebäude Wulfhagestraat 18 ist ein großes im flämischen Neomanierismusstil errichtetes Herrenhaus im Brügger Altstadtviertel Steenstraatkwartier. Das Baudenkmal mit einer knapp 28 Meter breiten Straßenfassade besitzt ein 40 Meter tiefes Gartengrundstück.

## Geschichte
Errichtet wurde das vornehme Gebäude 1897 nach einem Entwurf des Architekten Charles de Wulf im Auftrag des Industriellen Baron Jean de Brouwer. Bereits ein Jahr später wurde der Giebel oberhalb des Erkers durch einen Turmaufsatz ersetzt. Der Innenausbau zog sich noch bis in die frühen 1900er Jahre hin, wie einige Datierungen an wandfesten Ausstattungsstücke zeigen.

## Beschreibung
Das von NNW nach SSO gerichtete Herrenhaus mit zehn Fensterachsen und einer überwiegenden Breite von 11 bis 15 Meter ist durch einen 3 Meter breiten und 9 Meter langen gartenseitigen Seitenflügel erweitert.
Die Fassade des Backsteinbaus wird durch seine vier Stufengiebel betont, zwischen den beiden nördlichen ragt ein Obergeschosserker aus der Fassade heraus. Hinter diesem sitzt auf dem Dach ein Turmaufsatz, rechts unterhalb des Erkers befindet sich das korbbogige Einfahrtstor. An der südlichen Hausecke steht in einer Nische auf einer Konsole und von einem Baldachin im Renaissancestil bekrönt eine Hausmadonna. Weiterhin wird die Fassade mit schmiedeeisernen Zierelementen, Kreuz- und Rundzargen, Kartuschen und Okulusrahmen geschmückt.

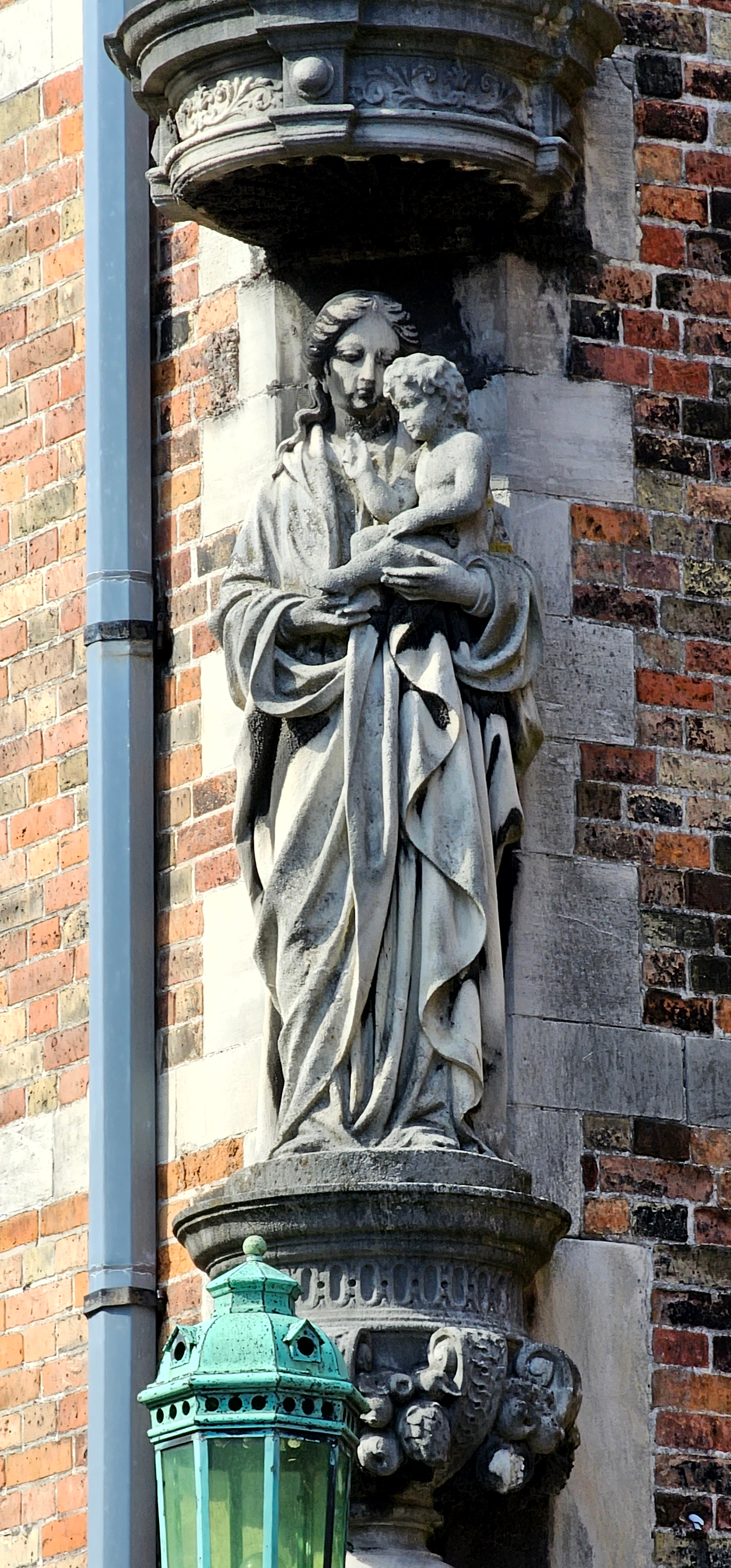
Hausmadonna

Das teilunterkellerte Innere des Herrenhauses ist mit Vertäfelungen, Holzkassettendecken, Parkett in den Wohnräumen, gefliesten Marmorfußböden in den Fluren, einem monumentalen Treppenhaus aus Eichenholz und zum Teil neugotischen Kaminen ausgestattet. Alles wurde nach dem einheitlichen Konzept des Eklektizismus angefertigt.